# Reise in die Vergangenheit (Die Sopranos)
Reise in die Vergangenheit (Originaltitel College) ist die fünfte Folge der HBO-Serie Die Sopranos. Sie wurde vom  Time Magazine als beste Episode der gesamten Serie (86 Episoden) gekürt. Die Zeitschrift TV Guide wählte sie auf Platz zwei der besten Episoden der Fernsehgeschichte. James Manos, Jr. und David Chase erhielten den Emmy für das Drehbuch. Edie Falco bekam für die Darstellung der Carmela eine Emmy-Nominierung.

## Handlung
Tony begleitet Meadow auf der Suche nach einer für sie passenden Universität in den Norden nach Maine. Sie besuchen zunächst das Bates College und dann das Colby College. Als die Tochter ihren Vater fragt, ob er in der Mafia sei, reagiert Tony verunsichert und leugnet zunächst alles. Dann sagt er ihr, dass es gar keine Mafia gäbe und er im Müllentsorgungsgeschäft tätig sei. Schließlich erklärt er, dass Teile seines Einkommens aus illegalem Glücksspiel und anderen illegalen Einkommensquellen stammen. Meadow erzählt ihm, dass sie Drogen genommen habe. Der Vater ist einerseits empört, andererseits verbessert sich das Vertrauensverhältnis zu seiner Tochter durch die Geständnisse etwas.
An einer Tankstelle erkennt Tony auf einmal Febby Petrulio. Dieser ist ein ehemaliger Gangster, der vor Jahren ins Zeugenschutzprogramm aufgenommen wurde, nachdem er gegen die Omertà, das Schweigegelübde der Mafia, verstoßen hatte.
Ohne dass Meadow versteht, was passiert, verfolgt Tony den Mann und identifiziert seinen Wohnort.  Petrulio entdeckt jedoch Tony seinerseits und schleicht ihm hinterher. Dabei hat er die Gelegenheit, Tony zu ermorden, zögert aber, weil er Gewissensbisse kriegt. Tony wiederum schleicht sich am nächsten Tag unbemerkt an und ermordet Febby skrupellos, indem er ihn qualvoll stranguliert. Seine Tochter hatte er vorher am College abgesetzt und er holt sie nach dem Mord ab, als wäre nichts geschehen.
Im Bowdoin College liest ein nachdenklicher Tony ein Motto des Autors Nathaniel Hawthorne:

“No man… can wear one face to himself and another to the multitude, without finally getting bewildered as to which one may be true.”

„Niemand kann ein Gesicht für sich selbst und eines für die Menge aufsetzen, ohne am Ende nicht in Zweifel darüber zu geraten, welches denn nun das echte sein mag“

In New Jersey wird Carmela Soprano von Pater Phil besucht. Beide kommen sich emotional nahe. Als Dr. Melfi bei Carmela anruft ist sie entsetzt, dass der Psychiater ihres Mannes eine Frau ist. Der Pater bleibt über Nacht und beinahe wäre es zwischen beiden zum Kuss gekommen. Als Tony nach Hause kommt, ist er nicht begeistert, dass ein fremder Mann in seinem Haus übernachtet hat. Carmela schafft es dennoch, ihn mit der Sache um Dr. Melfi in die Defensive zu drängen.

## Entstehung
Fabian „Febby“ Petrulio, ein ehemaliges Mitglied der DiMeo-Familie und FBI-Informant, wird von Tony Soprano aus Rache stranguliert. In einem Interview sprach Serienschöpfer David Chase von seinen Hemmungen, Tony den kaltblütigen Mord begehen zu lassen, da er zunächst als Sympathieträger aufgebaut worden war.
Drehorte waren Tappan (New York), das ländliche New Jersey, die Drew University in Madison (New Jersey). Im Abspann der Episode wird der Song Gold Leaves von Michael Hoppé gespielt.